# Cronstedtita
La cronstedtita és un mineral de la classe dels silicats que pertany al grup de la caolinita-serpentina. Va ser anomenada en honor de Axel Fredrik Cronstedt (1722-1765), químic i mineralogista suec que va descobrir el níquel, la scheelita i va establir el terme zeolita.

## Característiques
La cronstedtita és un silicat de fórmula química (Fe₂2+Fe3+)(Si,Fe3+)₂O₅(OH)₄. Cristal·litza en el sistema trigonal en forma de prismes hexagonals, cenyint cap a un extrem i estriats verticalment. També en grups fibrosos divergents; cilindroide, reniforme, massiu. La seva duresa a l'escala de Mohs és 3,5. S'han descobert diversos politips.
Segons la classificació de Nickel-Strunz, la cronstedtita pertany a «09.ED: Fil·losilicats amb capes de caolinita, compostos per xarxes tetraèdriques i octaèdriques» juntament amb els següents minerals: dickita, caolinita, nacrita, odinita, hal·loysita, hisingerita, hal·loysita-7Å, amesita, antigorita, berthierina, brindleyita, caryopilita, crisòtil, fraipontita, greenalita, kel·lyïta, lizardita, manandonita, nepouïta, pecoraïta, guidottiïta, al·lòfana, crisocol·la, imogolita, neotocita, bismutoferrita i chapmanita.

## Formació i jaciments
La cronstedtita és un producte hidrotermal de baixa temperatura en menes de minerals. Va ser descoberta a Příbram, a la Bohèmia Central (República Txeca). Als territoris de parla catalana ha estat descrita a la mina Linda Mariquita (El Molar, Priorat).
Sol trobar-se associada a altres minerals com: siderita, pirita, esfalerita, clinoclor i quars.